# Amore e Poesia
Amore e poesia (Bumping into Broadway) è un cortometraggio muto del 1919 diretto da Hal Roach. Il film, di genere comico, fu interpretato da Harold Lloyd, Snub Pollard, Bebe Daniels.

## Trama
Un commediografo (Lloyd) vive in una pensione e paga gli ultimi suoi soldi una ragazza che vive nella stessa pensione. A lui non rimangono quindi soldi dell'affitto e, per uscire, deve scampare ai proprietari, che picchiano chi non li paga. Ci riesce e va a un casinò, dove vince dei soldi. La polizia irrompe, il ragazzo scampa all'arresto e bacia la ragazza a cui aveva dato i suoi ultimi soldi.